# Politique étrangère
Politique étrangère (Política estrangera) és una revista francesa dedicada a l'anàlisi de les relacions internacionals. Fou creada pel Centre d'Estudis de Política Estrangera el 1936. L'Institut Francès de Relacions Internacionals (IFRI) la refundà el 1979.
Obert als debats mundials, "Politique étrangère" és el primer distribuïdor d'anàlisi francesa per a països estrangers, i també és una referència per a acadèmics, líders d'opinió i membres de la societat civil. El seu objectiu és posar en relleu tots els elements clau sobre les relacions internacionals i oferir anàlisis profundes del context internacional actual.
Cada edició ofereix almenys dos expedients sobre un succés o aspecte de debat internacional així com diversos articles sobre problemes emergents. Étrangère Politique també posa gran interès en les últimes publicacions franceses i estrangeres que s'ocupen de les relacions internacionals.
Podem esmentar Raymond Aron, André Beaufre, Jacques Berque, Henry Kissinger, Claude Lévi-Strauss, Louis Massignon i també Jean-Paul Sartre, entre els autors que van escriure articles per Politique étrangère.

## Redacció
- Director: Thierry de Montbrial
- Redactor en cap: Dominique David
- Redactor adjunt: Marc Hecker
- Redacció: Denis Bauchard, Bernard Cazes, Etienne de Durand, Thomas Gomart, Jolyon Howorth, Ethan Kapstein, Jean Klein, Jacques Mistral, Khadija Mohsen-Finan, Dominique Moïsi, Philippe Moreau Defarges, Eliane Mossé, Françoise Nicolas, Valérie Niquet, Hans Stark.
- Comitè científic: Thierry de Montbrial, Hélène Carrère d'Encausse, Jean-Claude Casanova, Dominique Chevallier, Gérard Conac, Jean-Luc Domenach, Jean-Marie Guéhenno, François Heisbourg, Jacques Lesourne, Jean-Pierre Rioux, Pierre Rosanvallon, Olivier Roy, Jacques Rupnik, Georges-Henri Soutou, Maurice Vaïsse, Alain Vernay.